# Kandaru (Laamu-atol)
Kandaru is een van de onbewoonde eilanden van het Laamu-atol behorende tot de Maldiven.